# Leptura kusamai
Leptura kusamai es una especie de escarabajo longicornio del género Leptura, categorizada en la tribu Lepturini, de la subfamilia Lepturinae. Fue descrita por Ohbayashi & Nakane en 1955.

## Descripción
Mide 12-16,5 mm de longitud.

## Distribución
Se distribuye por Japón.